# Tainia vegetissima
Tainia vegetissima là một loài thực vật có hoa trong họ Lan. Loài này được Ridl. miêu tả khoa học đầu tiên năm 1908.